# QJX
En hydrologie, le QJX est une valeur du débit journalier maximal d'un cours d'eau sur une période donnée. 
Calculé pour différentes durées : 2 ans, 5 ans, etc., il permet d'apprécier statistiquement les risques rattachés à l'écoulement de l'eau en surface. 

Le sigle est créé à partir de l'expression « quantité journalière maximale », soit « débit journalier maximal ».
Le QJX est estimé en ayant recours à une loi statistique de Gumbel modulée par certains paramètres (x0 et Gradex).
Les QJX les plus courants sont :
- QJX 2 ;
- QJX 5 ;
- QJX 10 ;
- QJX 20 ;
- QJX 50.